# Горбаткова, Нелли Виссарионовна
Не́лли Виссарио́новна Горбатко́ва (25 июня 1958, Чиатура, Грузинская ССР, СССР — 7 августа 1981, Москва, РСФСР, СССР) — советская хоккеистка (хоккей на траве), полевой игрок. Бронзовый призёр летних Олимпийских игр 1980 года.

## Биография
Нелли Горбаткова родилась 25 июня 1958 года в грузинском городе Чиатура.
Играла в хоккей на траве за «Андижанку», в составе которой дважды выигрывала чемпионат СССР (1979—1980).
В 1980 году вошла в состав женской сборной СССР по хоккею на траве на летних Олимпийских играх в Москве и завоевала бронзовую медаль. Играла в поле, провела 5 матчей, мячей не забивала.
В 1981 году завоевала бронзовую медаль чемпионата мира в Буэнос-Айресе.
Мастер спорта международного класса.
Умерла 7 августа 1981 года в Москве.